# Maurizio Marchei
Maurizio Marchei (Castignano, 17 aprile 1954) è un ex calciatore italiano, di ruolo ala.

## Biografia
A fine carriera si è stabilito a Perugia, dove ha intrapreso un'attività commerciale.

## Carriera
Cresciuto nelle giovanili dell'Atalanta, esordisce in maglia nerazzurra nella Coppa Italia 1972-1973, in occasione della sconfitta per 2-0 contro il Milan; viene in seguito aggregato alla prima squadra orobica nella stagione 1973-1974, ma senza mai essere schierato in campo.
Ceduto nell'estate del 1974 al Perugia, con 15 presenze e 3 reti dà il suo contributo alla storica prima promozione degli umbri in massima serie al termine del vittorioso campionato 1974-1975.
Confermato dai grifoni  anche nella stagione successiva, mette a segno un particolare exploit. Infatti, Marchei trova poco spazio in prima squadra, ottenendo solamente 9 presenze – compreso l'esordio in Serie A, il 4 gennaio 1976, nel pareggio interno contro la Sampdoria –, tutte partendo dalla panchina e subentrando sempre nel secondo tempo, per un totale di 302 minuti in campo; tuttavia, nonostante in questi brevi scampoli di partita concessigli dall'allenatore Ilario Castagner, riesce a mettere a segno 4 reti (una a testa a Napoli e Fiorentina, e una doppietta al Cagliari) con una media gol di una rete ogni 75,5 minuti, risultando a fine stagione il terzo marcatore della formazione dopo Mario Scarpa e Franco Vannini nonché determinante nel piazzamento degli umbri che, nella loro prima stagione in massima serie, sfiorano la qualificazione alla Coppa UEFA.
Nella sessione autunnale di calciomercato viene ceduto alla Sambenedettese, tra i cadetti, dove non riesce a ripetersi realizzando una rete in 10 presenze. Dopo un altro campionato di Serie B nelle file della Ternana, prosegue la sua carriera nelle categorie inferiori.
In carriera ha collezionato complessivamente 9 presenze e 4 reti in Serie A e 41 presenze e 6 reti in Serie B.

## Palmarès

### Competizioni nazionali
- Campionato italiano di Serie B: 1

Perugia: 1974-1975